# James Ensor

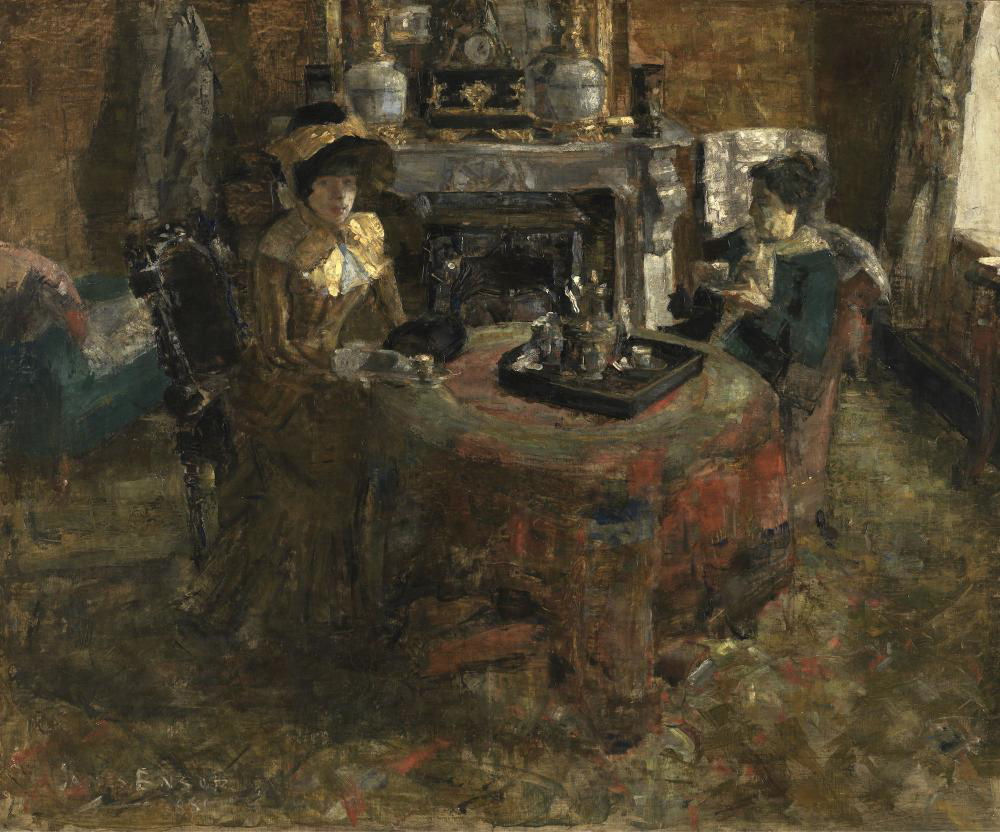
Odpoledne v Ostende, dílo z roku 1881

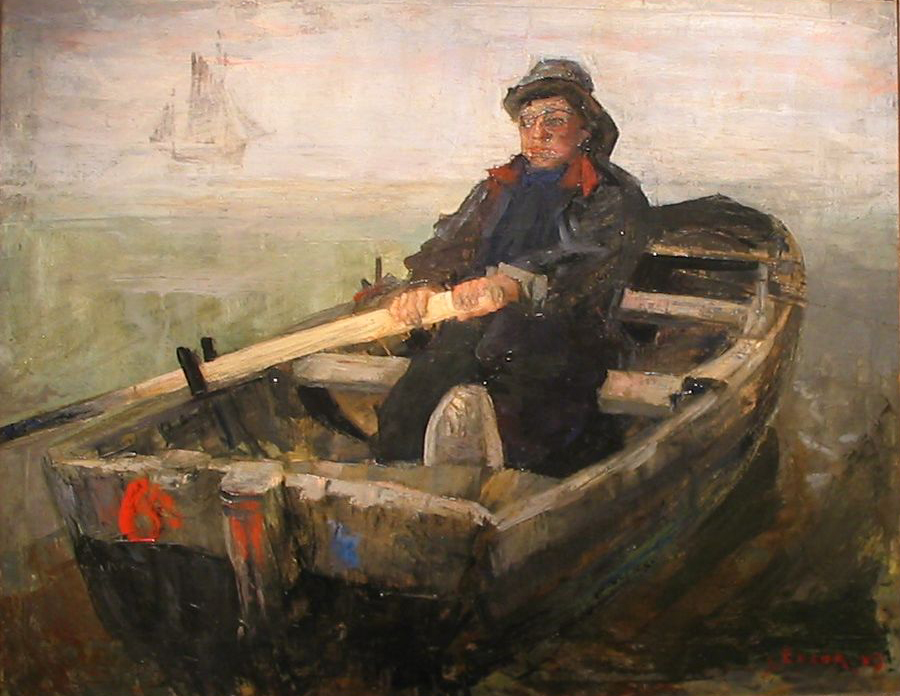
Veslař, dílo z roku 1883

Příjezd Krista do Bruselu, dílo z roku 1889

James Ensor (plným jménem James Frederic Ensor, 13. dubna 1860 Ostende – 19. listopadu 1949 Ostende) byl belgický malíř a grafik, předchůdce expresionismu a surrealismu, člen umělecké skupiny Les XX.

## Život

### Mládí
Ensorův stejnojmenný otec byl Angličan. V Německu a Anglii studoval lékařství a technické vědy. Nedokázal si však založit samostatnou živnost a usadil se v Ostende, kde se oženil. Byl to kultivovaný muž hovořící několika jazyky, nadaný hudebník, ale po městě byl známý také jako zahaleč a pijan. Byl ale jediný z rodiny, kdo měl pro synovy malířské ambice pochopení. Jeho manželka se jmenovala Maria-Catharina Haeghmanová a vlastnila v lázeňském Ostende obchod se suvenýry. Významným sortimentem v obchodu byly karnevalové masky, které později tolik ovlivnily tvorbu společného syna Jamese. Rok po Jamesovi se manželům Ensorovým narodila dcera Mariette (1861–1945), která se později stala jedním z nejčastějších malířových modelů.

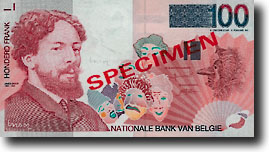
Ensor na belgické stofrankové bankovce

 Během studií na střední škole se Ensorovi dostalo prvního malířského školení od dvou místních malířů, Edouarda Dubara a Michela Van Cuycka. S výjimkou tří let na bruselské Akademii prožil Ensor celý život v Ostende. V roce 1875 se rodina přestěhovala do bytu v Rue de Flandre, kde malíř žil až do roku 1917.
V roce 1877 začal Ensor navštěvovat Královskou akademii krásných umění v Bruselu, kde poznal budoucí významné malíře Fernanda Khnopffa a Williama Finche. Navázal přátelské styky s rodinou Rousseauových, kteří ho uvedli do bruselské intelektuálně-anarchistické společnosti. Z doby bruselských studií se datuje rovněž přátelství s Eugène Demolderem, autorem první Ensorovy monografie vyšlé roku 1892.
V roce 1880 se Ensor vrátil do Ostende. V domě svých rodičů si zřídil ateliér a maloval realistické portréty a krajiny ovlivněné impresionismem. Následujícího roku na bruselské výstavě avantgardní skupiny La Chrysalide (Kukly) poprvé představil své obrazy veřejnosti. V jeho tehdejší tvorbě převažují malby potemnělých interiérů, ponořených do melancholické atmosféry. Roku 1882 vystavoval na Salónu pařížských umělců a v Bruselu v rámci skupiny L'Essor („Rozkvět"), jeho později uznávaný obraz Pojídačka ústřic však nebyl přijat porotou Salónu v Antverpách.

### Zralý umělec
V roce 1883 se Ensor stal jedním ze zakládajících členů avantgardní skupiny Les XX („Dvacítka") v Bruselu. Skupina měla značný význam pro evropskou malířskou modernu, protože umožňovala vystavovat umělcům, kteří v té době nebyli ještě uznávaní, mj. francouzským impresionistům, van Goghovi, Whistlerovi či Rodinovi. Jednalo se o skupinové výstavy, kterých se Ensor pravidelně účastnil, i když ne všechna jeho díla byla porotou přijata. V roce 1883 také vznikl první obraz, na kterém se objevil pro něj charakteristický motiv karnevalové masky – Pohoršené masky.

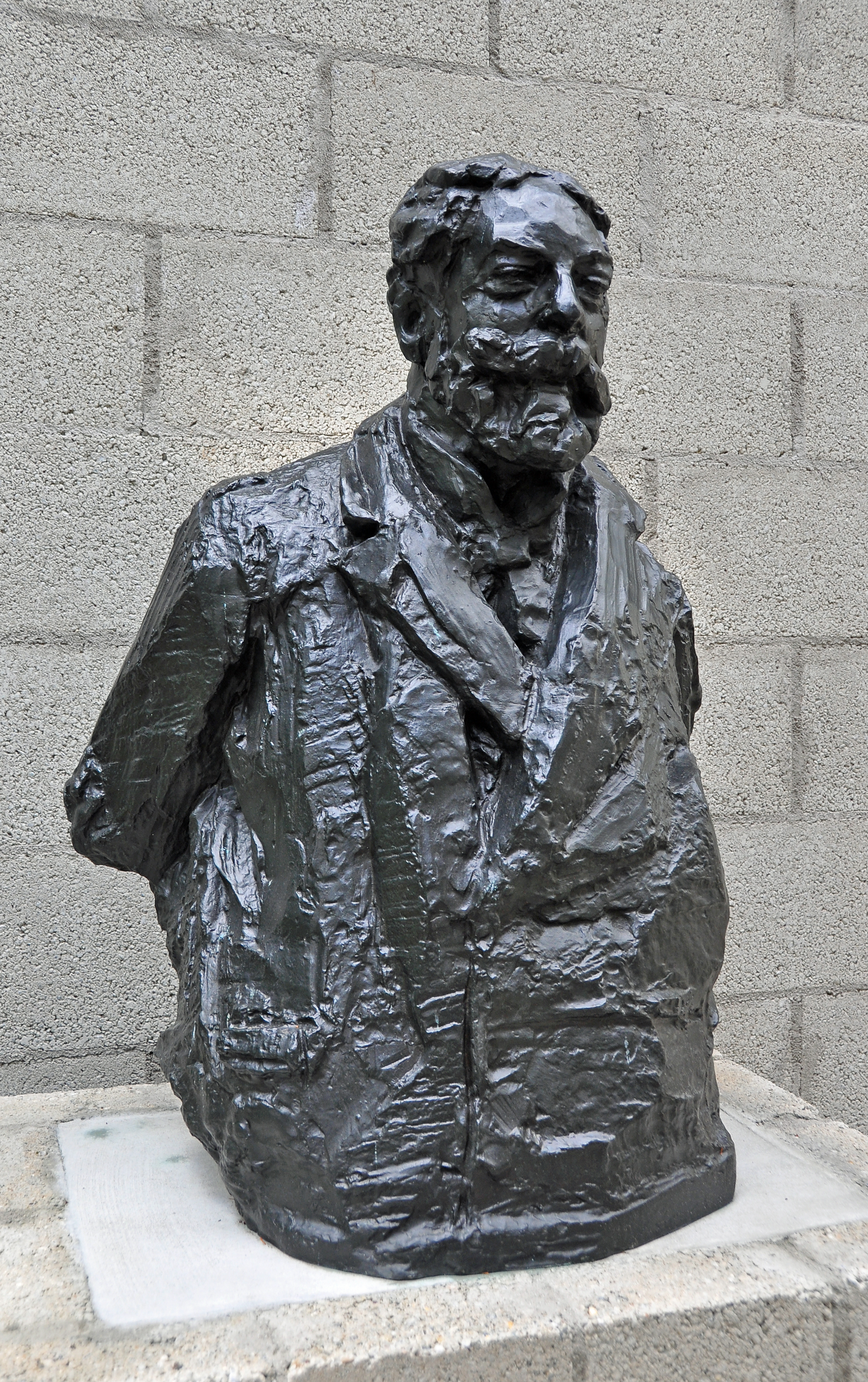
Malířova busta od Rika Wouterse v muzeu v Otterloo

 Polovina 80. let je dobou Ensorových zřídkavých cest do ciziny. V roce 1884 navštívil Nizozemsko a Paříž, dva roky nato pobýval v Londýně. Obě cesty ovlivnily jeho tvorbu: Začal používat techniku impresionistů a v důsledku poznání způsobu, jakým William Turner používal barvu, se i Ensorova barevná paleta projasnila. V té době se na jeho obrazech začínají objevovat různé fantasmagorické a „temné“ motivy: lidé v podobě kostlivců nebo s různými znetvořeními, přeludné postavy a stísněné krajiny.
 
Roku 1887 mu zemřel otec, který byl Jamesovi v dobách jeho častých krizí oporou. Ensor se tak ocitl v submisivním postavení v rodině ovládané ženami: matkou, tetou Mimi a rozvedenou sestrou Mariettou. Bylo to způsobeno i tím, že malíř pro svoje obrazy nenacházel kupce a byl závislý na rodinných příjmech z obchodu se suvenýry. Nikdy se neoženil. Platonické přátelství ho vázalo k Mariettě Rousseau, manželce jeho přítele. V roce 1888 poznal Augustu Bogaerts, dceru majitele hotelu v Ostende. Byli celoživotními přáteli, nikdy však spolu nežili.
Příjezd Krista do Bruselu v roce 1889 z roku 1888 je Ensorovým mistrovským dílem. Znázorňuje dav pitoreskních obličejů, často v maskách, valící se kolem tribuny. Na ní stojí rovněž znetvořený uvítací výbor. Kristus se svatozáří na oslu jede uprostřed davu. Do podoby Krista zde – ale i na jiných obrazech – stylizoval Ensor sám sebe. Obrovské rozměry obrazu (253×431 cm) umožnily malíři spatřit ho vcelku až po roce 1917, kdy si zřídil prostornější ateliér. Skupina Les XX, jejímž byl členem, však dílo odmítla vystavit a zvažovala Ensorovo vyloučení. Roku 1987 dílo zakoupilo J. Paul Getty Museum v Kalifornii.
V roce 1893 uspořádali umělci sdružení v Les XX poslední skupinovou výstavu, rok nato se skupina rozešla. Ensor se i přes veškeré rozpory, které s ostatními členy měl, vehementně stavěl proti jejímu zrušení – byla prakticky jeho jediným pojítkem s veřejností. V rámci nově vzniklé skupiny La Libre Estétique (Svobodná estetika) sice Ensor také vystavoval, ale začala se u něj projevovat hluboká tvůrčí krize. Pramenila z nedostatku sebedůvěry a přetrvávajícího nezájmu společnosti o jeho dílo. Rozhodl se dokonce prodat celý svůj ateliér včetně všech obrazů za 8500 franků, ale žádný kupec se nenašel.
Od poloviny 90. let se ale pozvolna situace začala měnit k lepšímu. V roce 1895 zakoupilo muzeum v Bruselu jeho obraz – příznačně nikoliv takový, který charakterizoval jeho vrcholnou tvorbu, nýbrž ranou práci z roku 1880 nazvanou Lampář. Muzejnímu oddělení grafiky pak prodal několik leptů z konce 80. let, kdy se touto technikou intenzívně zabýval. A rovněž v roce 1895 mu přítel Eugène Demolder uspořádal malou komorní výstavu v bruselském domě svého otce. Další malou samostatnou výstavou, rovněž bez většího ohlasu, se prezentoval roku 1898 v Paříži v rámci Salon des Cent (Salonu stovky), pořádaném umělci sdruženými kolem revue La Plume (Pero). Ve sdružení působil také Alfons Mucha, který v Salonu rovněž vystavoval a připravil pro něj několik plakátů. Roku 1899 věnovala La Plume Ensorovi samostatné číslo. Dříve než doma došel uznání i v Rakousku-Uhersku. Albertina roku 1899 koupila soubor jednoho sta Ensorových leptů. V roce 1903 ho císař jmenován rytířem Leopoldova řádu.
Důležité pro Ensora bylo seznámení s básnířkou Emmou Lambotte (1878–1963), k němuž došlo roku 1904. Ona a její manžel se stali prvními sběrateli malířova díla. V roce 1905 Ensora představili antverpskému dekoratérovi a sběrateli umění Françoisi Franckovi, který se stal Ensorovým mecenášem. Jeho sbírka Ensorových obrazů se později stala jádrem malířovy kolekce v muzeu v Antverpách. Roku 1908 vyšla o Ensorovi monografie z pera Émile Verhaerena, která se stala základem pro jeho pozdější životopisce.

### Pozdní roky
Roku 1915 zemřela malířova matka a rok nato i teta Mimi. V roce 1917 zdědil Ensor po svém strýci dům na rue de Flandre v Ostende. Ve věku 57 let opustil malíř rodinné sídlo a přestěhoval se do svého nově získaného domu. V přízemí ponechal – pouze jako dekoraci bez přístupu veřejnosti – obchod se suvenýry a v patrech si zřídil byt a ateliér. 

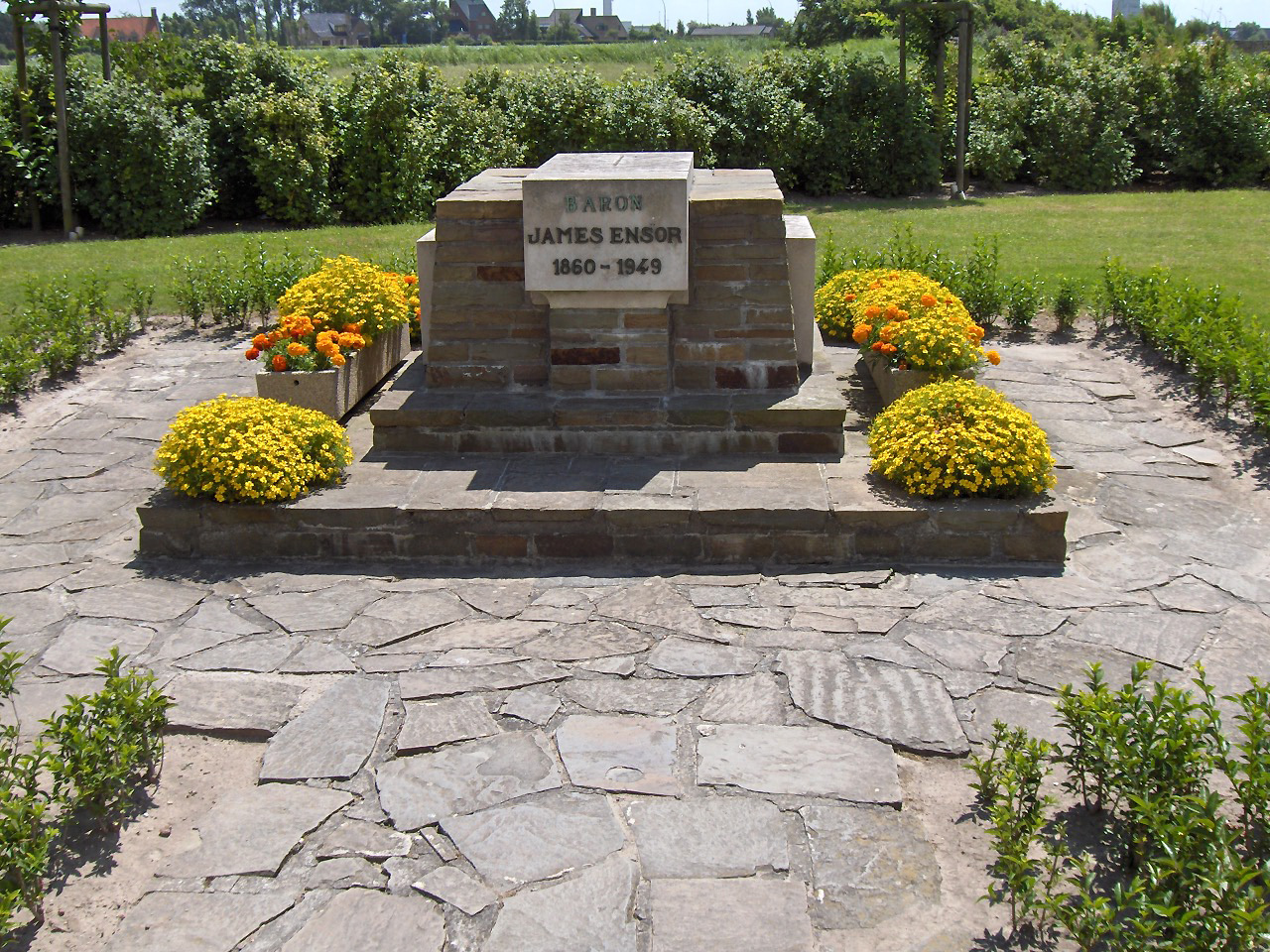
Ensorův hrob

 Zde pobýval až do smrti, zaopatřován dvěma služebníky. Zbytek života prožil jako uznávaný umělec, přesvědčený o své jedinečnosti a velikosti. Belgická muzea nakupovala jeho díla, vystavoval v Evropě. V roce 1929 mu král Albert I. udělil titul barona, načež malíř zničil všechny dostupné exempláře grafiky z roku 1889, v níž velmi nelichotivě karikoval jeho otce Leopolda II.
V roce 1942 belgický rozhlas omylem ohlásil Ensorovo úmrtí. Malíř si nasadil na rukáv černou pásku a odebral se ke své bustě z roku 1930. „Truchlím sám nad sebou,“ říkal překvapeným lidem, které potkal. Skutečná smrt si pro Ensora přišla po třítýdenní nemoci 19. listopadu 1949. Pohřbený je v Mariakerke západně od Ostende, na hřbitově Notre-Dame des Dunes.
Ještě za malířova života se roku 1948 ustavila Společnost přátel Jamese Ensora, která si kladla za cíl propagovat jeho dílo. V 50. letech se jí ve spolupráci s Městem Ostende podařilo otevřít v domě, kde od roku 1917 žil, jeho muzeum.

## Dílo

### Umělecký vývoj
Ensorova raná díla zpodobují tradiční náměty a jsou i tradičně podané. Vidíme na nich zátiší, interiéry, krajiny a portréty podané temnými barvami a nasvícené tlumeným světlem. V polovině 80. let, ovlivněný tvorbou francouzských impresionistů a Angličana Williama Turnera, začal používat světlejší spektrum barev. Změnil i tematiku. Jistě i pod vlivem svých nizozemských předchůdců Hieronyma Bosche a Pietera Brueghela začaly obličeje lidí na jeho obrazech, ať už individualizované anebo jednotlivé tváře vystupující z davu, nabývat znetvořených, groteskních rysů. Portrétoval zástupy valící se ulicemi Ostende během různých svátků a karnevalů, které ho naplňovaly odporem. Jsou zachyceny i na klíčovém Ensorově obrazu Příjezdu Krista do Bruselu v roce 1889. Jednotlivce znázorňoval jako klauny nebo kostlivce a jejich tváře často nahrazoval karnevalovými maskami, prodávanými v obchodě, nad nímž bydlel. Škraboška a kostra se staly malířovými hlavními lexikálními prostředky. Lidství se v jeho pojetí skládalo ze šklebících se, hloupých, potměšilých a ohavných bytostí. Zvláště karikoval příslušníky vládnoucích společenských vrstev – panovníka, klérus a politiky. Aby zdůraznil účinnost svých obrazů, začal používat agresivní, křiklavé barvy. Díla z Ensorova vrcholného období lze interpretovat také jako výraz úzkosti a nejistot, které v posledních letech 19. století zakoušeli i jiní umělci, za všechny jmenujme Edvarda Muncha. Ensorovy obrazy předznamenávají zánik měšťanského světa, který přinesla první světová válka.
Všechny své nejvýznamnější obrazy vytvořil Ensor zhruba do svých čtyřiceti let. Později už jen maloval variace na svá starší díla, případně pro zákazníky pořizoval jejich kopie. Slávy a ocenění, po kterých celý život tolik prahl, dosáhl paradoxně až v době, kdy už nepřinášel nic nového. A druhým paradoxem bylo, že dostával ceny od těch, které ve svých dílech, zejména grafikách, tolik odsuzoval.
Už s ohledem na svou povahu nezaložil Ensor žádnou školu a neměl bezprostřední následovníky. Výtvarné umění 20. století však významně ovlivnil. Hlásili se k němu zejména němečtí expresionisté Karl Hofer a Emil Nolde, který ho v roce 1909 v Ostende navštívil. Šokujícím výběrem témat a bizarním způsobem jejich ztvárnění do určité míry připravil půdu pro vznik dadaismu a surrealismu.

#### Grafické práce
V oblasti grafiky byl Ensorovou doménou lept. Technickou virtuozitou připomínají jeho práce Rembrandta. První lepty vytvořil v roce 1886 a do roku 1889 vytvořil většinu ze svých více než sta prací tohoto druhu. K leptům se vrátil ještě v polovině 90. let, po roce 1896 už zcela výjimečně. Náměty leptů jsou analogické s olejomalbami a kresbami pastelem, kterým se také často věnoval. Některá témata byla inspirována literaturou. To je případ leptu Skokanova pomsta (1898), v němž vyšel z povídky Skokan od Edgara Allana Poea. Jinými významnými lepty jsou Močící (1887, podle Callota), Kostlivec – autoportrét (1889), Autoportrét v roce 1960 (1888) nebo Katedrála (1886).

### Výběr z obrazů
- Odpoledne v Ostende, 108,5×132 cm, 1881, Koninklijk Museum voor Schone Kunsten (Královské muzeum výtvarných umění), Antverpy
- Pojídačka ústřic, 205×150,5 cm, 1882, Koninklijk Museum voor Schone Kunsten, Antverpy
- Pohoršené masky, 135×112 cm, 1883, Musées royaux des Beaux-Arts de Belgique, Brusel
- Ensor s kloboukem pokrytým květinami, 76,5×61,5 cm, 1883–1888, Kunstmuseum aan Zee, Ostende
- Příjezd Krista do Bruselu v roce 1889, 252,5×430,5 cm, 1888–1889, J. Paul Getty Museum, Los Angeles
- Stará dáma s maskami, 54×47,5 cm, 1889, Museum voor Schone Kunsten, Gent
- Masky bojující o oběšence, 59×74 cm, 1891, Koninklijk Museum voor Schone Kunsten, Antverpy
- Zemřelá matka, 75×60 cm, 1915, Kunstmuseum aan Zee, Ostende

### Výběr z výstav za malířova života
- 1881: V rámci skupiny La Chrysalide
- 1882: Salón pařížských umělců; se skupinou L’Essor v Bruselu
- 1895: V domě otce Eugèna Demoldera v Bruselu – první samostatná výstava
- 1898: Salon des Cent v Paříži
- 1899: V rámci Uměleckého kruhu v Ostende – přibližně 100 leptů
- 1920: Galerie Giroux, Brusel – retrospektiva, první velký úspěch
- 1921: Antverpy
- 1922: Nakladatelství Plantin-Moretus Museum v Antverpách – kompletní grafické dílo
- 1926: V belgickém pavilonu na Benátském bienale
- 1927: Kestner Gesellschaft Hanover, dále Berlín, Drážďany (putovní, 50 maleb a kompletní grafické dílo)
- 1929: Palais des beaux-arts de Bruxelles v Bruselu, retrospektiva, poprvé vystaven Příjezd Krista do Bruselu v roce 1889
- 1932: Galerie nationale du Jeu de Paume v Paříži
- 1946: Národní galerie v Londýně

## Ensor hudebník
Po otci měl Ensor určité hudební nadání, ale údajně neznal noty. Z roku 1881 existuje fotografie zachycující Ensora, jak sedí na střeše domu a hraje na flétnu. Jako autodidakt se naučil hrát na piano. Roku 1906 mu manželé Lambottovi darovali harmonium. Ensor u něj trávil většinu volného času. V roce 1911 dokonce zkomponoval balet o šesti jednáních La Gamme d’Amour (Hra lásky), pro nějž navrhl i výpravu a kostýmy. Divadla ji však odmítla zařadit na repertoár. Až v roce 1924 ji uvedla Královská vlámská opera v Antverpách.